# Profesní dům (Malá Strana)
Profesní dům je velká, raně barokní budova na Malostranském náměstí v Praze. Spolu s kostelem svatého Mikuláše a několika domy tvoří blok rozdělující náměstí na dolní a horní část.
Budova původně sloužila jako dům tzv. profesních bratrů Tovaryšstva Ježíšova (jezuitů), členů řádu, kteří složili slavné sliby.
Nejednalo se ovšem o kolej, jezuité zde vedli jen gymnázium v sousední budově. Dnes v budově sídlí Matematicko-fyzikální fakulta Univerzity Karlovy.

## Historie
Do počátku 17. století se vedle původního, menšího gotického kostela sv. Mikuláše nacházela skupina domů, bývalá malostranská radnice (vyhořelá 1419) a románská rotunda svatého Václava. V roce 1625 získali jezuité kostel sv. Mikuláše spolu s farou a farní školou a již následujícího roku se do upravených prostor nastěhovali. V té době (1628) byla farnost převedena ke kostelíku sv. Václava a v následujících desetiletích jezuité získali další nemovitosti za pomoci Albrechta z Valdštejna, jezuity Václava Františka a Františka Karla Libštejnských z Kolovrat.

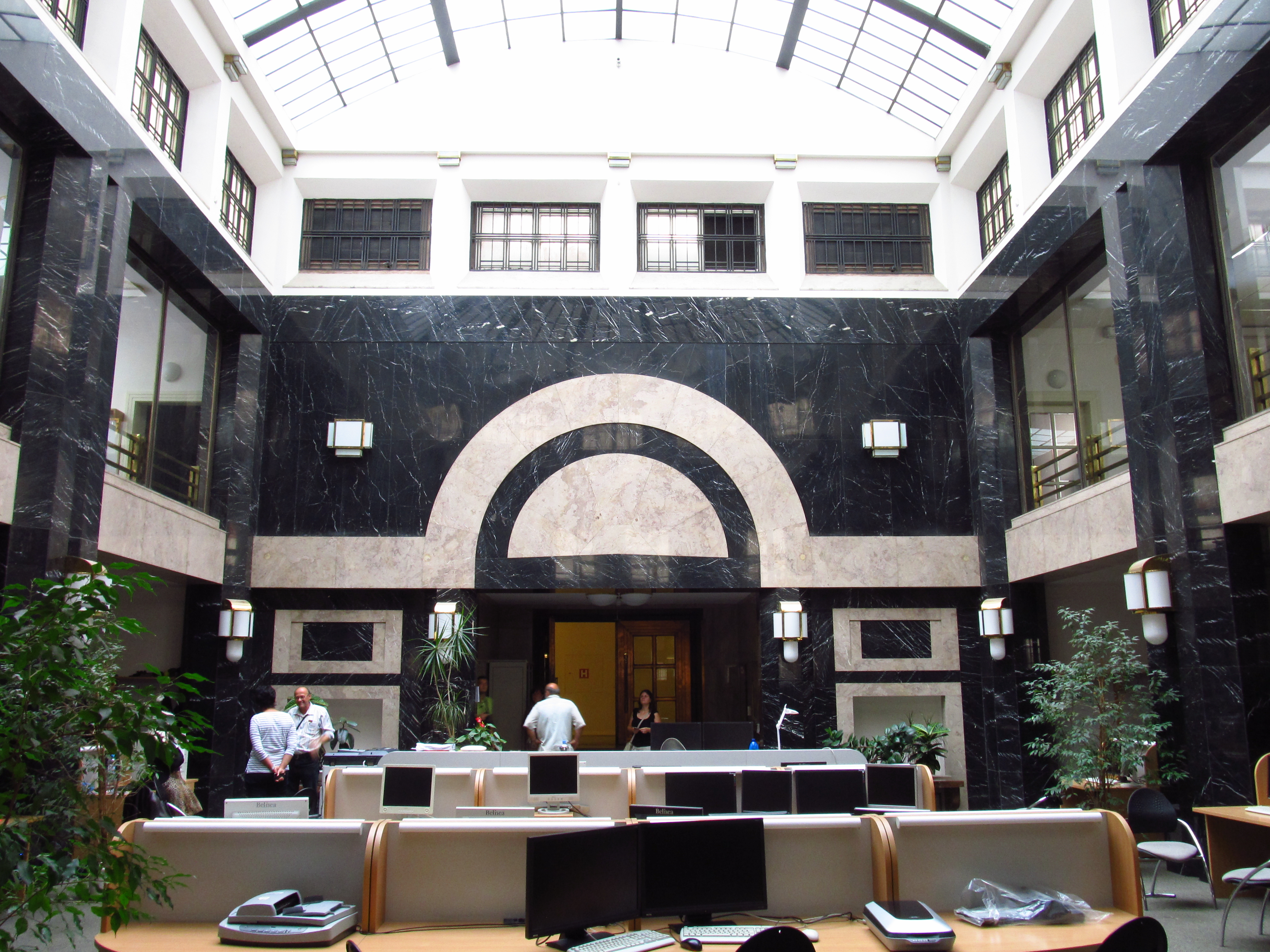
Bankovní dvorana

Výstavbu profesního domu v letech 1674–1691 provázely dohady s městskými radními co se týče půdorysu, patronátního práva nad farním kostelem a kostelních věží, které sloužily pro ohlašování požárů. V průběhu výkopů základů došlo k poškození rotundy sv. Václava a bylo rozhodnuto o vybudování nového kostela začleněného do komplexu v severozápadním nároží.
Po zrušení jezuitského řádu (1773) byl zrušen kostel sv. Václava a budova upravena pro administrativní účely. Po vzniku republiky byl dům využíván ministerstvem financí a v nádvoří byla vybudována dvorana pro Ústřední státní pokladnu.

## Popis

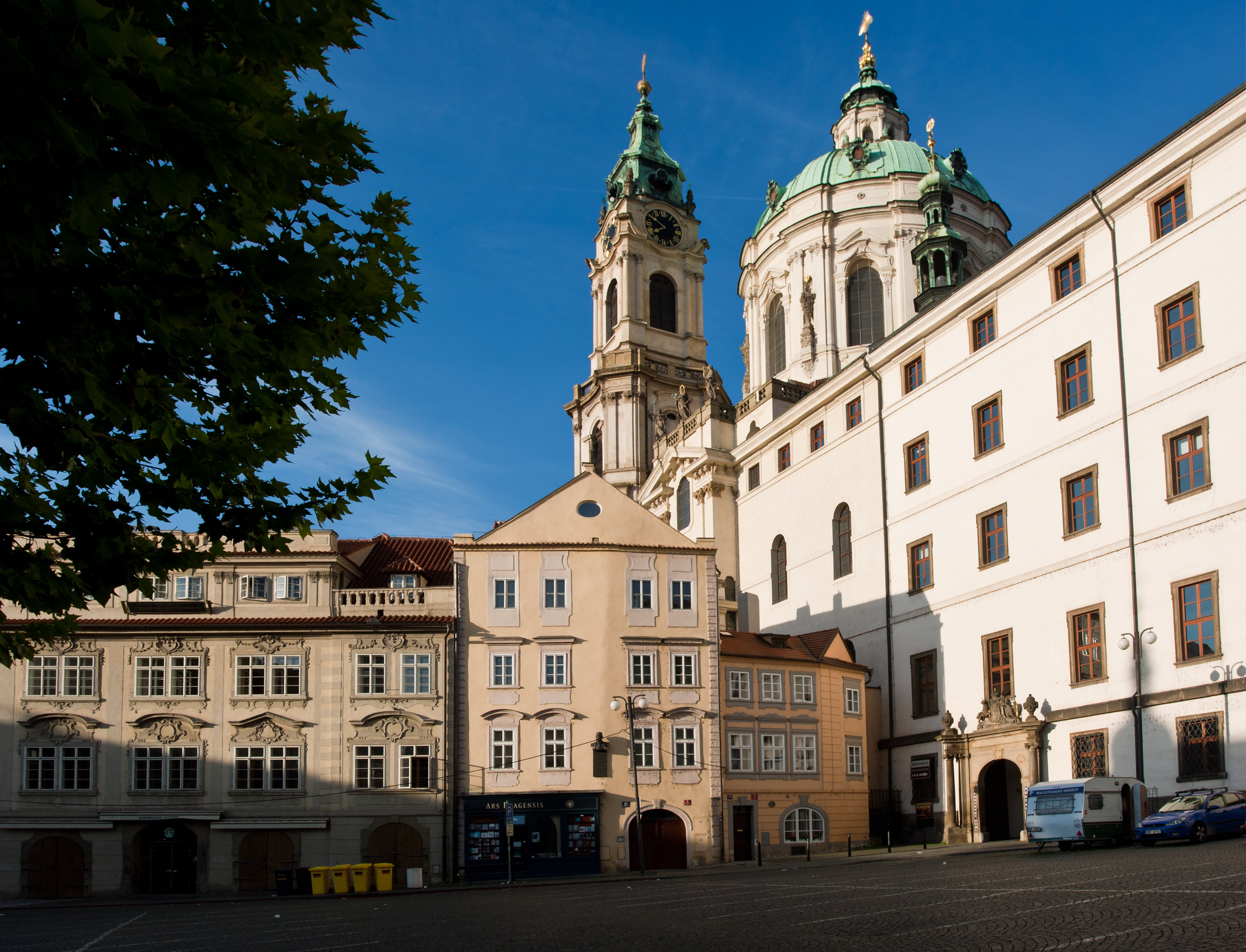
Východní fasáda a kostel sv. Mikuláše

Jedná se o trojkřídlou budovu postavenou Giovannim Domenikem Orsim a Franceskem Luragem, který převzal stavbu po Orsiho smrti. Raně barokní fasády profesního domu na rozdíl od pražských jezuitských kolejí postrádají pilastrový vysoký řád. V severozápadním nároží je patrné odlišená hmota bývalého kostela sv. Václava a v patře nad ním umístěné jezuitské knihovny, zrušené a upravené na konci 18. století. Z té doby také pochází podoba pozdně barokního vstupního portálu na východní straně budovy a dostavba polopatra západního křídla do výšky přilehlé bývalé knihovny. V nádvoří se nachází dvorana prvorepublikové státní pokladny s půlkruhovým závěrem od Aloise Špalka z let 1922–1927.